# Apinae
Sous-famille
Les Apinae sont une sous-famille d'insectes hyménoptères comprenant les abeilles « vraies ». Les différentes espèces sont le plus souvent sociales et forment des colonies et les individus possèdent un appareil de récolte du pollen formé d'une brosse à la face intérieure des métatarses des pattes postérieures et d'une corbeille à la face externe des tibias des pattes postérieures. Quelques espèces parasites font exception à ces caractéristiques (genres Melecta, Psithyrus).

## Liste des tribus
Cette sous-famille est divisée en plusieurs tribus, selon ITIS :
- tribu Ancylini
- tribu Anthophorini
- tribu Apini comprenant des abeilles à miel dont les abeilles domestiques
- tribu Bombini - bourdons
- tribu Centridini
- tribu Ctenoplectrini
- tribu Emphorini
- tribu Ericrocidini
- tribu Eucerini
- tribu Euglossini, comprenant des abeilles à miel
- tribu Exomalopsini
- tribu Isepeolini
- tribu Melectini
- tribu Meliponini comprenant des abeilles à miel
- tribu Osirini
- tribu Protepeolini
- tribu Rhathymini
- tribu Tapinotaspidini
- tribu Tetrapediini